# Swammerdamella sagittata
Swammerdamella sagittata är en tvåvingeart som beskrevs av Cook 1956. Swammerdamella sagittata ingår i släktet Swammerdamella och familjen dyngmyggor. Inga underarter finns listade i Catalogue of Life.